# Estado de enlace
Estado de enlace
Se basa en que un router o encaminador comunica a los restantes nodos de la red, identifica cuáles son sus vecinos y a qué distancia está de ellos. Con la información que un nodo de la red recibe de todos los demás, puede construir un "mapa" de la red y sobre él calcular los caminos óptimos. El encaminamiento por estado de enlace nace en 1979 cuando en ARPANET sustituyó al método de vector de distancias.

## Funcionamiento
Lo podemos dividir en cinco pasos fundamentales:
1. Descubrir a sus vecinos y sus direcciones

2. Medir el costo a cada uno de sus vecinos

3. Construir el paquete con la información recabada

4. Enviar este paquete al resto de routers

5. Calcular la ruta mínima al resto de routers

Descubrir a sus vecinos y sus direcciones. Lo primero  que debe hacer un router al activarse es averiguar quienes son sus vecinos. Para ello, manda un paquete especial dependiendo qué protocolo se utiliza, si es OSPF utilizará HELLO por cada línea punto a punto. Todo router que reciba este paquete debe responder indicando su identidad.
Medir el costo a cada uno de sus vecinos. Para medir el retardo a cada nodo, el router manda un paquete especial ECHO a través de la línea el cual debe volver a su origen. El tiempo de ida y vuelta dividido entre dos nodos da una aproximación razonable del costo a cada vecino de la red.
Construir el paquete con la información recabada de estado de enlace. El siguiente paso consiste en que cada router construye un paquete con todos los datos que informan del estado de la red. La estructura de este paquete es la siguiente:
- Identidad del router
- Secuencia
- Edad
- Lista de nodos vecinos

El problema de esta etapa es el momento de la creación de estos paquetes. Hay varias alternativas como hacerlo de manera periódica o bien cuando haya ocurrido un evento en la red como la caída de un nodo.
Enviar este paquete al resto de routers. Es la parte más complicada del algoritmo. Básicamente lo que hace, es repartir el paquete por toda la red por inundación. Para controlarla, cada paquete incluye un número de secuencia que aumenta con cada paquete nuevo enviado. Cada router contiene una tabla con toda la información de tal manera que:
- Si recibe un paquete nuevo, este se envía por todas las líneas excepto por la que llega.
- Si se trata de un duplicado, lo elimina.
- Si es un paquete con secuencia menor que el mayor visto hasta el momento, lo rechaza.

A pesar de todo, surgen ciertos problemas como el reinicio de la secuencia. Si ocurre esto, se producirá un caos en la red. Este problema se soluciona usando secuencias de 32 bits, lo suficientemente grandes para no tener que poner la secuencia a 0 suponiendo que se envía un paquete por segundo. Otros conflictos surgen en el caso de caída de un router (reinicio del número de secuencia) o si se recibe un número de secuencia equivocado por haberse modificado alguno de sus bits durante la transmisión.
La solución para esto, es introducir la edad de cada paquete e ir disminuyéndola en un intervalo pequeño de tiempo. Cuando la edad llegue a 0, estos paquetes son descartados. Además, este método permite que los paquetes no circulen de manera indefinida por la red.
Calcular la ruta mínima al resto de routers. Una vez que el router ha completado la recopilación de información, puede construir el grafo de la subred. De esta manera, se puede utilizar el algoritmo de Dijkstra para calcular el camino más corto a todos los nodos.

## Estado de Enlace vs Vector Distancia
A continuación se realiza una comparativa entre estos dos algoritmos:
Ancho de banda. Puesto que la métrica de retardo es la longitud de la cola, el vector distancia no considera el ancho de banda usado. Antes de 1979 el máximo ancho de banda era de 56 kbit/s posteriormente se modernizaron las líneas a 230 kbit/s o incluso a 1,5 Mbit/s lo que hizo necesario el uso de mejores técnicas.
Convergencia. El algoritmo por vector distancia tarda demasiado en converger aún con la técnica del horizonte dividido.
Información de la red. En encaminamiento por vector distancia, cada router envía información solo a sus vecinos, pero esta es sobre toda la red. Sin embargo el encaminamiento por EE envía a todos los nodos de la red, pero su información es relativa a sus vecinos.
Además el enrutamiento por vector distancia no permite conocer la topología de la red.
Capacidad y uso de memoria. Con algoritmos basados en estado de enlace, el tráfico de la red siempre es el mismo sin depender del tamaño de la red. Con vectores distancia, se transmiten vectores de un tamaño proporcional al número de nodos.
El routing por vector distancia solo guarda las distancias al resto de nodos. Con estado de enlace se ha de almacenar además la topología de la red.
Sucesos en la red. Al no tener información sobre la topología, el routing por vector distancia no se adapta tan bien a los cambios en la red como el basado en estado de enlace. Sin embargo, el encaminamiento basado en vector distancia es mucho más sencillo que el de estado de enlace, lo que en ocasiones puede resultar bastante útil.

## Protocolos que usan esta técnica
Los algoritmos basados en el estado de enlace son muy utilizados en las redes actuales. Uno de los protocolos más importantes que lo usan es el OSPF.
Otro a destacar es el IS-IS (Intermediate System-Intermediate System o sistema intermedio-sistema intermedio) diseñado por DECnet y adoptado por la ISO. IS-IS se usa en varios backbone de Internet como el antiguo NSFNET.
El funcionamiento de IS-IS consiste en mandar una imagen de la topología de la red sobre la que se calculan las rutas mínimas. Cada router indica las direcciones de la capa de red que pueden ser alcanzadas directamente. Muchas mejoras de IS-IS fueron adaptadas por OSPF. La diferencia fundamental es que IS-IS puede llevar información sobre varios protocolos de capa de red